# Zamarada euryscaphes
Zamarada euryscaphes är en fjärilsart som beskrevs av Louis Beethoven Prout 1915. Zamarada euryscaphes ingår i släktet Zamarada och familjen mätare. Inga underarter finns listade i Catalogue of Life.